# Ґвендолін Брукс
Ґвендолін Брукс (англ. Gwendolyn Brooks, 7 червня 1917, Топіка, Канзас — 3 грудня 2000, Чикаго, Іллінойс) — американська поетеса.

## Життєпис
Народилася в сім'ї колишньої шкільної вчительки, яка залишила роботу заради сім'ї, і сина раба-втікача — колишнього учасника Громадянської війни. Батько Ґвендолін хотів стати лікарем, але через неможливість платити за навчання змушений був влаштуватися працювати вахтером.
Коли дочці було всього шість тижнів від народження, сім'я перебралася в Чикаго. Все дитинство дівчинки пройде в чиказьких нетрях.
Коли Ґвендолін було 13, її вірші були вперше опубліковані. У 16 років у її активі було вже не менше 75-и опублікованих віршів. У 1936, закінчивши коледж, Брукс стала викладати літературу.
Перша збірка віршів — «Вулиця в Бронзвілле» («A street in Bronzeville») вийшов в 1945 році і був добре прийнятий критикою. У 1953 виходить невеликий, в значній мірі автобіографічний роман Брукс «Мод Марта» («Maud Martha») — опис життя негритянської дівчини з Чикаго. У 1960 і 1963 виходять ще дві збірки віршів поетеси — «Їдці бобів» («The Bean Eaters») і «Вибране» («Selected poems»).

## Громадянська позиція
Брукс завжди пам'ятає про своє коріння, що знаходить відображення як у змісті її віршів, так і в тій музикальності і темпераментності, з якою вони написані. Але в міру того, як в США наростає рух проти расової дискримінації, вірш її до того ж стає стислим, більш динамічним і емоційним, а іронія переходить в нещадну сатиру. Після демонстрацій 1968 року у чолі з Мартіном Лютером Кінгом, якого Брукс послідовно підтримує, вона заявляє:

На поетів, яким трапилося бути неграми, падає подвійне випробування: вони повинні писати вірші і вони повинні пам'ятати, що вони негри.